# What the Butler Saw (mutoscopi)
What the Butler Saw és una seqüència cinematogràfica que va ser rodada per a ser exhibida en bucle als mutoscopis (unes màquines escurabutxaques dissenyades per a la passada individual de pel·lícules curtes). Constitueix un exemple primerenc de les pel·lícules eròtiques que daten de principis del segle xx.

## Contingut
La cinta presenta una escena en la qual es veu una dona que es desvesteix parcialment en el seu dormitori, com si un "majordom" voyeurista l'estigués mirant a través de l'ull d'un pany. La pel·lícula es podia veure introduint una moneda en un mutoscopi, la qual cosa alliberava una manovella que girada per l'espectador feia avançar la pel·lícula.

## Història
El títol d'aquesta filmació es va utilitzar àmpliament a Gran Bretanya com un terme genèric per a dispositius i pel·lícules d'aquest tipus.
La frase havia ingressat en la cultura popular britànica després del cas de divorci de 1886 de Lord Colin Campbell i de Gertrude Elizabeth Blood. La prova depenia de si el seu majordom podria haver vist a Lady Campbell en delicte flagrant amb el capità Shaw (membre de la brigada de bombers de Londres), a través de l'ull del pany del seu menjador en el 79 de Cadogan Place de Londres.
Les normes socials estan subjectes a canvis, i a partir de la dècada de 1950 aquesta i altres pel·lícules similars es van considerar inofensives en comparació amb l'eròtica contemporània.